# Tomáš Huk
Tomáš Huk (Košice, 22 dicembre 1994) è un calciatore slovacco, difensore del Piast Gliwice.

## Carriera

### Club
Ha sempre giocato nel campionato slovacco.

### Nazionale
Ha esordito con la maglia della propria Nazionale nel 2017.